# Suburræterna
Suburræterna (Suburræterna) est une série télévisée italienne en 8 épisodes d'environ 45 minutes disponible le 14 novembre 2023 sur Netflix.
Il s'agit d'une suite de la série Suburra de 2017, elle même adaptée du film homonyme de 2015 qui lui était inspiré du roman du même titre de Carlo Bonini et Giancarlo De Cataldo,,.